# اس‌ام یوسی-۹۹
اس‌ام یوسی-۹۹ (به انگلیسی: SM UC-99) یک زیردریایی بود که طول آن ۱۸۵ فوت ۵ اینچ (۵۶٫۵۲ متر) بود. این زیردریایی در سال ۱۹۱۸ ساخته شد.